# Ace Wilder
Alice Kristina Ingrid Gernandt (Stockholm, 23 juli 1982), beter bekend onder haar artiestennaam Ace Wilder, is een Zweeds zangeres en songwriter. Ze kwam voor het eerst in de aandacht tijdens 'Melodifestivalen 2014', de Zweedse preselectie van het Eurovisiesongfestival.

## Biografie
Wilder is geboren op 23 Juli 1982, in Stockholm, Zweden. Ze groeide op in verschillende plekken, en ze woonde voor een lange tijd in Miami, VS. Ze is familie van de radio persoonlijkheid Anders Gernandt.

## Carrière

### 2013–2015: Doorbraak andBusy Doin' Nothin
Na een aantal jaar zingen en dansen bij internationale zangers en zangeressen bij wereldtournees, besloot Wilder in 2012 om haar solocarrière te starten. Ze tekende een platencontract met EMI Records en Warner Music. Ze bracht haar single ''Do It'' uit en het nummer is gebruikt in Amerikaanse televisieprogramma's. In 2013 bracht ze single ''Bitches Like Fridays'' uit. Eind 2013 won Wilders debuutalbum ''A Wilder'' de prijs voor ''Beste Muziek Album van het Jaar'' tijdens de Scandipop Awards
Ze maakt haar debuut in de Zweedse muziekindustrie na haar deelname in Melodifestivalen 2014. Wilder kwalificeerde zich voor de finale op 8 maart in de Friends Arena. Ze had zich gekwalificeerd voor de finale nadat ze door was gegaan in de derde halve finale in het Scandinavium met haar nummer "Busy Doin' Nothin'". Ze werd uiteindelijk tweede met twee punten achterstand op de winnaar, Sanna Nielsen. Het nummer bereikte de nummer een positie in de Zweedse hitparade

### 2015–tegenwoordig:Melodifestivalen 2016 en 2017
In november 2015 werd bekendgemaakt dat Wilder opnieuw Wilder zou deelnemen aan Melodifestivalen 2016 met het nummer "Don't Worry".
Ze kwalificeerde zich direct voor de finale met Robin Bengtsson. In de finale werd ze derde met de jury en achtste met het Zweedse publiek. Daarmee werd ze uiteindelijk derde.
Op 30 november 2016 werd aangekondigd dat Wilder zal aantreden als een van de 28 acts in Melodifestivalen 2017 met het nummer "Wild Child". Dit werd haar derde deelname in 4 jaar tijd. In de eerste heat plaatste ze zich rechtstreeks voor de finale samen met Nano. In de eindstrijd werd ze 7de van 12 kandidaten met 67 punten, 35 van de internationale jury en 32 van de televoting.

## Discografie

### Ep's
| A Wilder                                                                           | - Uitgebracht: 21 December 2013 - Label: Warner Music Sweden - Formaat: cd, digitale download | — |
| The Wildcard                                                                       | - Uitgebracht: 12 June 2015 - Label: Warner Music Sweden - Formaat: cd, digitale download     | — |
| "—" betekent dat de EP de hitlijsten niet haalde of niet daarvoor was uitgebracht. |                                                                                               |   |

### Singles
| 2013                                                                               | "Do It"                | —  | —  | A Wilder      |
| 2013                                                                               | "Bitches Like Fridays" | —  | —  | A Wilder      |
| 2014                                                                               | "Busy Doin' Nothin'"   | 1  | 27 |               |
| 2014                                                                               | "Riot"                 | —  | —  | The Wild Card |
| 2015                                                                               | "Stupid"               | —  | —  | The Wild Card |
| 2016                                                                               | "Don't Worry"          | 20 | —  |               |
| "—" betekent dat de EP de hitlijsten niet haalde of niet daarvoor was uitgebracht. |                        |    |    |               |

### Songwriting discografie
| Jaar | Artiest            | Titel                                         | Album               |
| ---- | ------------------ | --------------------------------------------- | ------------------- |
| 2007 | Soccx              | "From Dusk Till Dawn (Get The Party Started)" | Hold On             |
| 2007 | Soccx              | "Scream Out Loud"                             | Hold On             |
| 2009 | Stefanie Heinzmann | "No One (Can Ever Change My Mind)"            | Roots to Grow       |
| 2009 | Sweetbox           | "Magic"                                       | The Next Generation |
| 2009 | Jolin              | "花蝴蝶" (Butterfly)                          | Butterfly           |
| 2010 | Jennifer Rush      | "Head Above Water"                            | Now Is The Hour     |
| 2010 | Soma Manuchar      | "Crazy 'Bout The Boy"                         | Crazy 'Bout The Boy |
| 2011 | Honey              | "Carry On"                                    | Honey               |
| 2011 | Honey              | "Hungover"                                    | Honey               |
| 2011 | Martina Aitolehti  | "Corrupted"                                   | Martina             |
| 2012 | Emma Fällman       | "Call Him Dick"                               |                     |
| 2014 | Margaret Berger    | "Scream"                                      | New Religion        |
| 2014 | Anna Abreu         | "Oh Oh"                                       | V                   |
| 2015 | 4Minute            | "간지럽혀 (Tickle Tickle Tickle)"             | Crazy               |

- International Standard Name Identifier: 0000 0004 6538 755X
- MusicBrainz: 028aa669-9650-4938-8952-78222cf972f1